# フォーラム4
フォーラム４（フォーラム・フォー）は、「第４象限（改革はするが、戦争はしない）」の基本理念を共有する市民の集まりである。

## 概要
フォーラム４は、「改革はするが、戦争はしない」という基本理念に賛同する市民や政治家が、この基本理念を日本の政治・行政・社会に反映するための様々な活動を広げて行くためのプラットフォームである。
フォーラム４の意味は、日本の政治勢力の分類によるもので、提唱者の古賀茂明によれば、下記の４番目にあたる政治勢力である。
- 第１象限　改革はするが、戦争もする
- 第２象限　改革はしないが、戦争はする
- 第３象限　改革はしないが、戦争もしない
- 第４象限　改革はするが、戦争はしない

## 基本理念
。
フォーラム４の基本理念は「改革はするが、戦争はしない」である。ここでいう「改革」とは、「格差を縮小し、働く人々と真の弱者のための改革」
より具体的には、下記のような基本理念を掲げている。
- 子どもの未来と国民の命を最も優先する
- 政治の透明化を徹底的に進める
- 民間でできることは民間に任せる
- 地方にできることは地方が行なう
- 電力会社、医師会、農協などの既得権グループの利権をなくし、私たち市民に還元する

- 自由主義と資本主義を基本とする
- グローバリゼーションを否定せず、市民のために活用する
- 公正な競争は促進するが、普通に頑張れば普通に幸せな暮らしができる社会を目指す
- 成長のための改革を実施するが、大量生産大量消費をやめて、市民生活の質を重視する

- 自然とともに、自然を生かし、自然に生かされる生き方を基本とする
- 地方再生の柱に自然エネルギーを位置づける
- 原発は再稼動せず、世界一の自然エネルギー大国を目指す

- 軍事偏重の「積極的軍事主義」ではなく、真の平和主義に立脚した外交・安全保障政策を実施する
- 集団的自衛権の行使は違憲であるとの立場を堅持し、認めない
- 戦後の日本が７０年かけて築いた平和な暮らしを誇りとし、これを守るために憲法9条改正に反対する（ただし、平和主義をより厳格に規定するために憲法改正について議論することを否定しない）
- 海外で米国と一緒に戦う日本というイメージを払拭し、武器を使わず人道支援しかしない日本の平和ブランドを取り戻す

- 情報公開を徹底的に進め、表現の自由、報道の自由を回復する

なお、フォーラム４のサイトには「賛同者のご意見などを参考に随時変えて行くことを想定しています」と記されていることから、この基本理念は今後変化して行くことが予想される。